# Pomerio
Il pomerio (in latino pomerium o pomoerium) era il confine sacro e inviolabile della città.

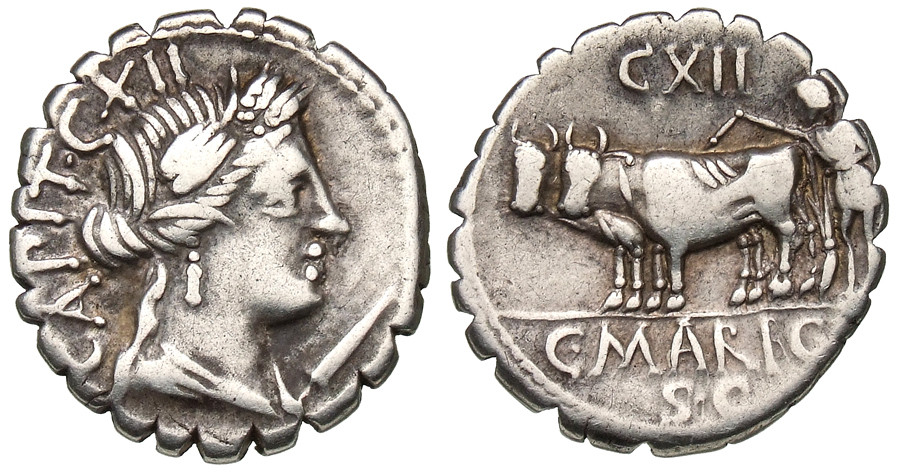
Denarius Serratus dell'81 a.C.. Sul retro il toro e la vacca che tracciano il solco del Pomerio.

Il recinto sacro delimitava e definiva l'urbs, che è la città intesa come entità consacrata agli dei. Solo le città con un pomerium possono essere definite urbes. Le altre sono, al massimo, òppida, nel senso di entità racchiuse da mura con scopi esclusivamente civili, amministrativi e difensivi.

## Etimologia
A seconda dell'etimologia data alla parola, tuttora molto discussa, questa si può scrivere sia pomerium sia pomoerium.
L'etimologia proposta dagli stessi Romani farebbe derivare questa parola da post-moerium, che vuol dire dopo le mura, quindi almeno in origine si sarebbe scritta pomoerium. La scrittura pomoerium è sostenuta da Johan Nicolai Madvig, mentre quella pomerium da Theodor Mommsen.

## Origine
La fondazione di una città, sia italica, e quindi anche latina, sia etrusca, seguiva uno scrupoloso e meticoloso insieme di riti. Innanzitutto si provvedeva a conoscere gli auspici, ovvero i messaggi divini basati sul volo e sul canto degli uccelli, la cui interpretazione comunicava le volontà degli dei; tale compito spettava all'àugure.
Il tracciato veniva poi segnato con un aratro, che scavava il solco seguendo i confini che si volevano dare alla nuova città, trainato da un toro ed una vacca, il cui vomere veniva alzato solo laddove si voleva fossero costruite le porte cittadine.
Poiché non era possibile costruire subito le mura di difesa sul primo tracciato, veniva realizzato un secondo solco, parallelo al primo. La striscia di terra compresa tra il primo e il secondo era il pomerium vero e proprio. In questo territorio i sacerdoti confinavano gli spettri, i fantasmi, le larve, i demoni delle malattie e gli spiriti della guerra, della fame, delle pestilenze e tutto ciò che poteva essere ricondotto a situazioni negative per la città e per i suoi abitanti.
Qui non si poteva costruire, non si poteva abitare, non si poteva coltivare, né si poteva passare (le porte erano infatti escluse dal pomerium): era l'area consacrata esclusivamente agli dei protettori della città che avrebbero dovuto proteggere questo recinto (e di conseguenza anche tutto ciò che si trovava al suo interno).
Questa serie di rigide limitazioni ha suggerito in molti casi di ricorrere a un espediente pratico: far coincidere la striscia del pomerium con la base delle mura della città; in tal modo era sicuramente più facile rispettare i divieti, lo spazio urbano poteva essere meglio sfruttato e le mura stesse assumevano una caratteristica di sacralità, pur essendo ben distinte dal pomerium vero e proprio.
Successivamente si scavava una fossa circolare nel punto ove le due strade principali si incontravano formando un angolo retto: questo fossato era chiamato mundus. Al suo interno, in un rito dall'alto contenuto simbolico, venivano interrati simboli religiosi che avrebbero dovuto assicurare alla futura città benessere, prosperità, pace e giustizia; in particolare, il fondatore vi gettava una zolla di terra portata seco dal luogo di provenienza e lo stesso facevano, dopo di lui, gli altri patres familias.
I riti proseguivano per diversi giorni per poter estendere i benefici propri del mundus all'intero territorio della città rendendolo in tal modo consacrato agli dei prescelti.

## Il pomerium di Roma

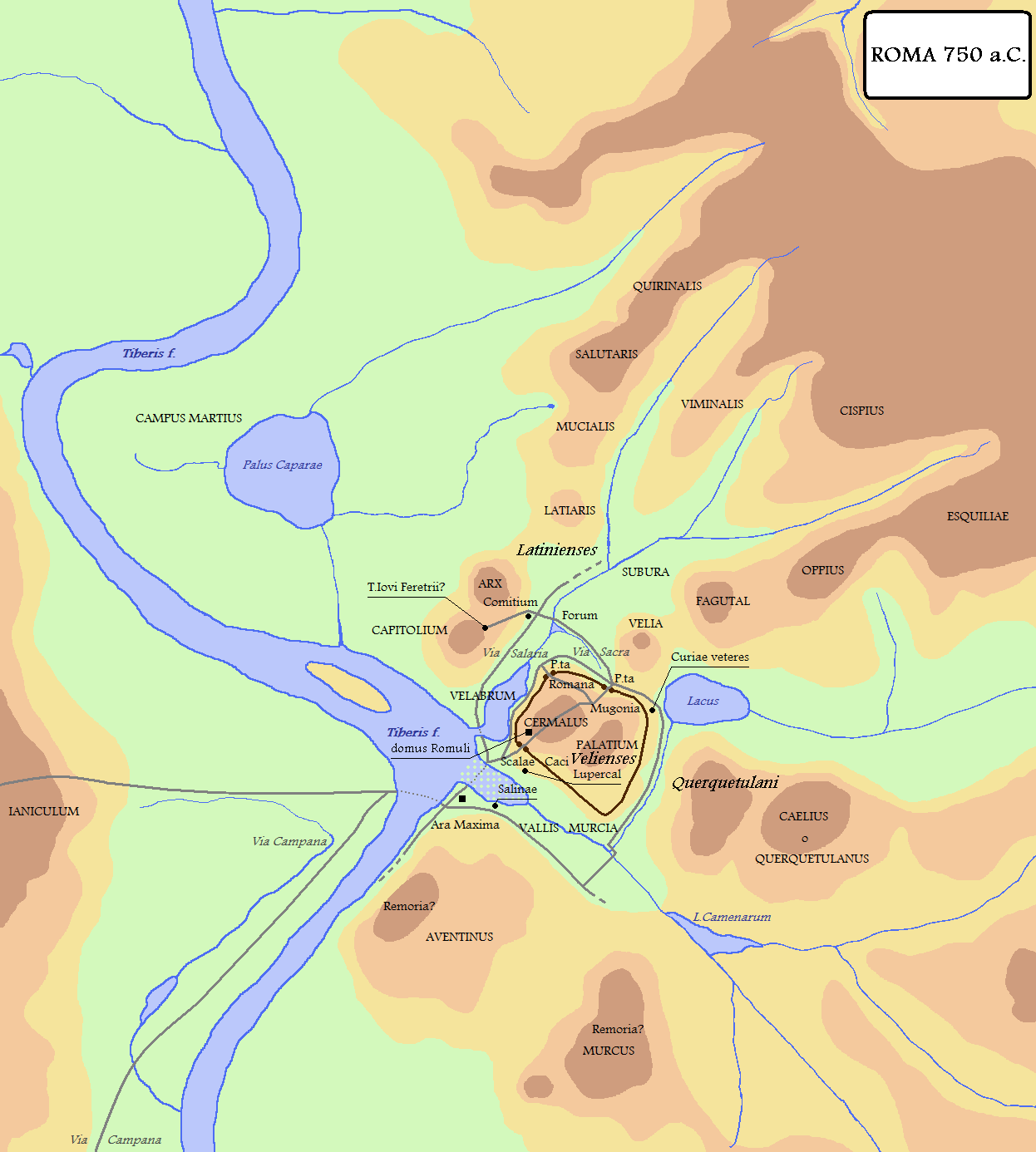
Il Pomerio alla base del Palatino nell'anno della sua fondazione, nel 753 a.C.

Secondo la leggenda Romolo fondò la città tracciandone il confine sacro, il pomerio, il 21 aprile 753 a.C. Successivamente Remo viene ucciso da Romolo perché oltrepassa in armi il solco che questi stava tracciando. Quasi certamente il solco che Romolo stava tracciando era il secondo e Remo deve aver oltrepassato il primo macchiandosi quindi di una colpa gravissima: la profanazione del territorio della città. Conoscendo il valore simbolico e il significato del pomerio, questa uccisione - generalmente percepita come smodata rispetto alla causa - assume valenza di esecuzione capitale e giustifica il permanere di questo fatto di sangue legato alla fondazione della città di Roma. Il messaggio diventa forte e rassicurante per gli abitanti della città: sarà punito chiunque attenti alla città e ai suoi abitanti, e diventa un monito potente per i nemici.
Tracce dell'antica esistenza di un pomerio sono rimaste nel tracciato urbanistico anche dopo la perdita di funzione delle mura.
Successivamente la tradizione vuole che questo fosse allargato da Servio Tullio, Successivamente fu ulteriormente allargato da Lucio Cornelio Silla, da Claudio nel 49, da Vespasiano nel 75, da Adriano nel 121 e da Aureliano.
In particolare, grazie al ritrovamento dei cippi utilizzati per delimitarne il percorso, gli studiosi sono riusciti a ricostruire i confini del nuovo pomerio realizzato da Claudio, in seguito alla sua vittoria sui Britanni.

### Caratteri
Dal punto di vista legale, Roma esisteva solo all'interno del pomerium; tutto ciò che stava oltre era semplicemente territorio appartenente a Roma, extra pomerium.
Non si trattava di mura, piuttosto di un confine legale e religioso, marcato da pietre bianche chiamate cippi pomerii, e non comprendeva tutta l'area metropolitana (il Palatino era all'interno del pomerium, ma il Campidoglio e l'Aventino non lo erano). La Curia Hostilia e la fonte dei Comitia, nel Foro Romano, due luoghi estremamente importanti nel governo della città-stato e del suo Impero, erano situate dentro il pomerium. Il Tempio di Bellona era oltre il pomerium.
Costrizioni religiose vietavano a ogni sovrano consacrato di entrare nel pomerium. Come risultato, le visite di stato risultavano in qualche modo scomode; Cleopatra, ad esempio, non entrò mai nella città di Roma, quando venne a fare visita a Gaio Giulio Cesare.
Ugualmente era proibito attraversare il Pomerio in armi; ai promagistrati e magistrati dotati di imperium era vietato andare in armi oltre questo confine, e cedevano il loro imperium immediatamente se lo oltrepassavano. Come risultato, un generale in attesa di celebrare il trionfo, era obbligato ad attendere fuori dal pomerium fino al momento della celebrazione. Pompeo, per poter celebrare il proprio trionfo in seguito alla vittoria sui Pirati nel Mediterraneo orientale, rinunciò a candidarsi al Consolato, perché per farlo avrebbe dovuto attraversare il pomerio da privato cittadino.
Per lo stesso motivo i littori non portavano le scuri nei fasci quando si trovavano nel pomerio.

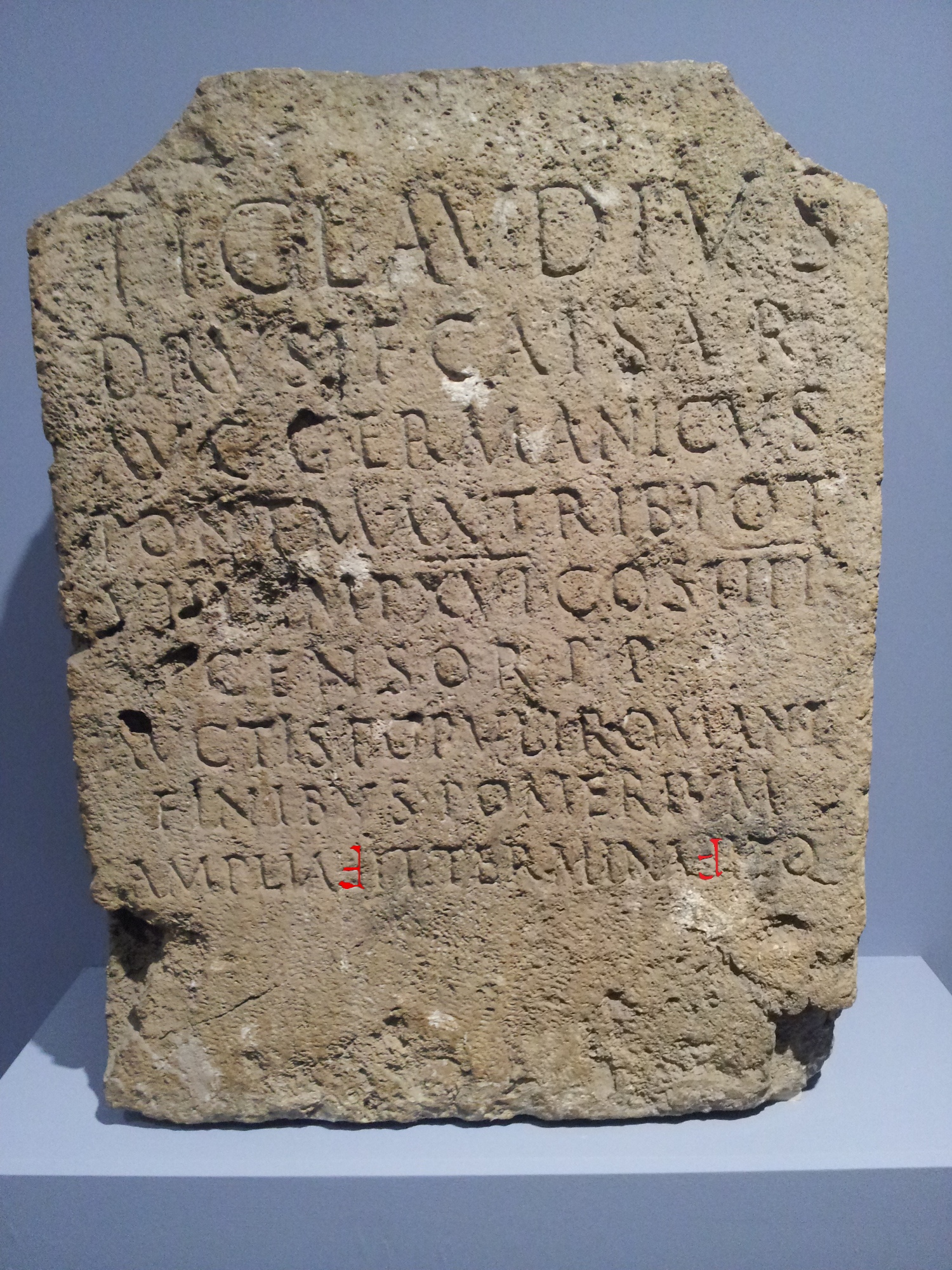
Cippo del pomerium da Claudio. Ultima linea scritta col digamma inversum

Solo il dittatore poteva esercitare l'imperium, il potere di mettere a morte un cittadino senza processo, entro il pomerium: i 24 littori al suo seguito potevano dunque tenere le scuri innestate nei fasci anche domi.
I Comitia Centuriata, l'assemblea dei cittadini divisi secondo le classi militari, erano tenuti nel Campo Marzio fuori dal pomerium: era infatti l'assemblea delle centurie, dei cittadini armati.
Il Teatro di Pompeo, dove Giulio Cesare venne assassinato con una congiura organizzata da Bruto e Cassio, era fuori dal pomerium e comprendeva una camera senatoriale, dove il Senato poteva riunirsi con la partecipazione di singoli senatori ai quali era vietato attraversare il pomerium e che quindi non avrebbero potuto recarsi alla Curia Hostilia.
Rispettato anche da Costantino I che, nella creazione delle chiese edificate dopo l'Editto di Milano (313), si mantenne sempre lontano dal centro della città, lontano dal pomerium dove eresse solo costruzioni civili.
Alle Vestali era concesso invece di essere sepolte entro il pomerio.

## Altri pomeri
A Ostia antica, il percorso delle mura del primitivo castrum del IV secolo a.C. (vie pomeriali) era delimitato all'interno e all'esterno da alcune vie che si sono conservate nella successiva espansione della città.
La tradizione vuole che sia stato lo stesso Costantino, Pontifex Maximus, a tracciare con la propria lancia il perimetro sacro del pomerium di Costantinopoli, assegnando alla città lo stesso nome sacrale di Roma, probabilmente Flora, e battezzandola ufficialmente Nova Roma.
Tracce rimangono anche nell'attuale toponomastica di alcune città italiane come ad esempio Prato in Toscana - di origini etrusche e poi romane - dove la via esterna che corre lungo le mura si chiama appunto via Pomèria, a Benevento in Campania - di origini romane e poi longobarde - dove l'analoga via si chiama via del Pomèrio, a Fiume in Liburnia, o a Pomer di una frazione di Medolino in Istria.